# SM U-3
El SM U-3 va ser el tercer submarí alemany de tipus U-Boot creat per l'Imperi Alemany, i el primer de dos submarins de la seva classe. El submarí va ser construït a Kaiserliche Werft Danzig i va ser batejat oficialment en el 27 de març de 1909. Va ser construït en el moll DU 2. Va ser utilitzat durant la Primera Guerra Mundial com a submarí d'entrenament (com les seves dues versions anteriors), des de l'1 d'agost de 1914 fins a l'11 de novembre de 1918. No va veure cap combat durant la guerra, i no va enfonsar cap enemic. L'1 de desembre de 1918, el submarí (que ja s'havia rendit al finalitzar el conflicte) estava sent traslladat a Preston per a obtenir metall del seu desguàs, però durant el trajecte, es va enfonsar. Al contrari que els dos primers dissenys dels U-Boot, aquest tercer estava equipat amb canó de coberta de 5 cm SK L/40. Com la seva versió anterior, comptava amb un bot auxiliar.